# Погорелов, Кирилл Андреевич
Кирилл Андреевич Погорелов (25 октября 1987, Омск — 29 декабря 2019, Москва) — российский футболист, игрок в мини-футбол. Выступал за клуб «Норильский никель» и сборную России по мини-футболу.

## Биография
В 16 лет Погорелов попал на просмотр в московский «Спартак». Он остался в команде и дебютировал в её составе в профессиональном мини-футболе. Однако вскоре Кирилл покинул столичный клуб и перешёл в «Норильский никель». Спустя некоторое время дебютировал в основной команде норильчан и завоевал себе место в основе. Является рекордсменом клуба по количеству сыгранных матчей в элитном дивизионе (273).
В 2008 году Погорелов в составе сборной России стал победителем первого чемпионата Европы среди молодёжных команд. Кирилл стал героем матча группового этапа против сборной Хорватии, где сделал хет-трик (матч окончился со счётом 3:3), в финальном матче против сборной Италии заработал решающий десятиметровый удар за несколько секунд до конца поединка. Также Погорелов сыграл и за взрослую сборную России по мини-футболу в нескольких товарищеских матчах.
Окончил РГУФКСиТ в 2011 году, получив высшее педагогическое образование в сфере спортивной деятельности.
Погиб 29 декабря 2019 года в ДТП.

## Достижения
- Победитель молодёжного чемпионата Европы: 2008
- Финалист Кубка России: 2014/15